# Albert Luque
Albert Luque Martos (Tarrasa, Barcelona, España, 11 de marzo de 1978) es un exfutbolista español, retirado en 2011. Jugaba tanto de delantero como de extremo zurdo. Formó parte del proyecto de la nueva RFEF integrando el Gabinete de Presidencia de esta entidad para reforzar la proyección institucional de la misma, desde enero de 2023 hasta mayo de 2024 fue el director deportivo de la selección de Fútbol de España en sustitución de José Francisco Molina.

## Trayectoria
Este jugador de fútbol catalán se formó en el CD Can Parellada (Tarrasa) donde jugó en su niñez. Consiguió su fichaje por el FC Barcelona y, posteriormente, en la del RCD Mallorca. Su debut en Primera División lo hizo con el club balear en 1998. La temporada siguiente estuvo cedido en el Málaga Club de Fútbol donde apenas jugó por la gran competencia allí existente con otros delanteros como Catanha, Edgar y Darío Silva, aunque fue dejando detalles de lo que a la postre llegaría a ser. Al volver al RCD Mallorca en la temporada 2000-01, marcó 10 goles que ayudaron al equipo a quedar terceros y clasificarse por primera vez en su historia para la previa de la Champions League. Luque realizó dos grandes temporadas, compartiendo punta con Samuel Eto'o y explotando como futbolista. Luque entró en la historia del Mallorca al marcar en la prórroga ante el Hajduk Split el gol decisivo que dio el pase al equipo a la fase de grupos de la Champions. 
En 2002, tras las dos grandes temporadas en el Mallorca, fue traspasado al Deportivo de La Coruña, club en el que también marcó goles importantes en la Champions League ante el Rosenborg BK, Juventus de Turín o AC Milan e hizo una dupla de oro con Diego Tristán, con el que ya había compartido delantera en el Mallorca B años atrás, y con el que ya había mantenido una controvertida relación. Su gran experiencia con el Deportivo le valió para fichar por el Newcastle United por algo más de 15 millones de euros, uno de los fichajes nacionales más caros de la historia en ese momento, en el año 2005. Sin embargo, no tuvo mucha fortuna y las lesiones no le respetaron. 
En verano de 2007 el Ajax de Ámsterdam se hace con sus servicios. Tras una temporada en el equipo holandés, se marchó cedido por un año al Málaga Club de Fútbol en el verano de 2008, club en el que había jugado ocho años antes. Tras una fantástica temporada en el club malaguista, en la que se ganó el sobrenombre de "El Torero" por su celebración del capotazo, Luque consiquió desvincularse del Ajax de Ámsterdam y firmó con el Málaga C.F. para las próximas tres temporadas. El 4 de enero de 2011 rescindió su contrato con el Málaga dado que el entrenador, Manuel Pellegrini, no contaba con él, habiendo sólo jugado 85 minutos en su última temporada en el club malaguista. En octubre de 2014 fue protagonista de una polémica en el campo de deportes de Hospitalet en el que se encaró con la directiva del club de fútbol Lleida.

### Selección nacional
Su debut se produjo el 12 de junio de 2002 en un partido en el que España jugó contra Sudáfrica en Daejeon (Corea del Sur), en el Mundial de Fútbol de 2002, disputado en Corea del Sur y Japón.

### Juegos olímpicos
- Medalla de plata en fútbol en los Juegos Olímpicos de Sídney 2000 con España.

### Clubes
| Club                      | País         | Año       | Partidos | Goles |
| ------------------------- | ------------ | --------- | -------- | ----- |
| RCD Mallorca              | España       | 1998-1999 | 5        | 0     |
| Málaga CF                 | España       | 1999-2000 | 23       | 3     |
| RCD Mallorca              | España       | 2000-2002 | 78       | 25    |
| RC Deportivo de La Coruña | España       | 2002-2005 | 136      | 31    |
| Newcastle United FC       | Inglaterra   | 2005-2007 | 33       | 3     |
| Ajax Ámsterdam            | Países Bajos | 2007-2008 | 24       | 4     |
| Málaga CF                 | España       | 2008-2011 | 50       | 8     |